# Henri Chrétien

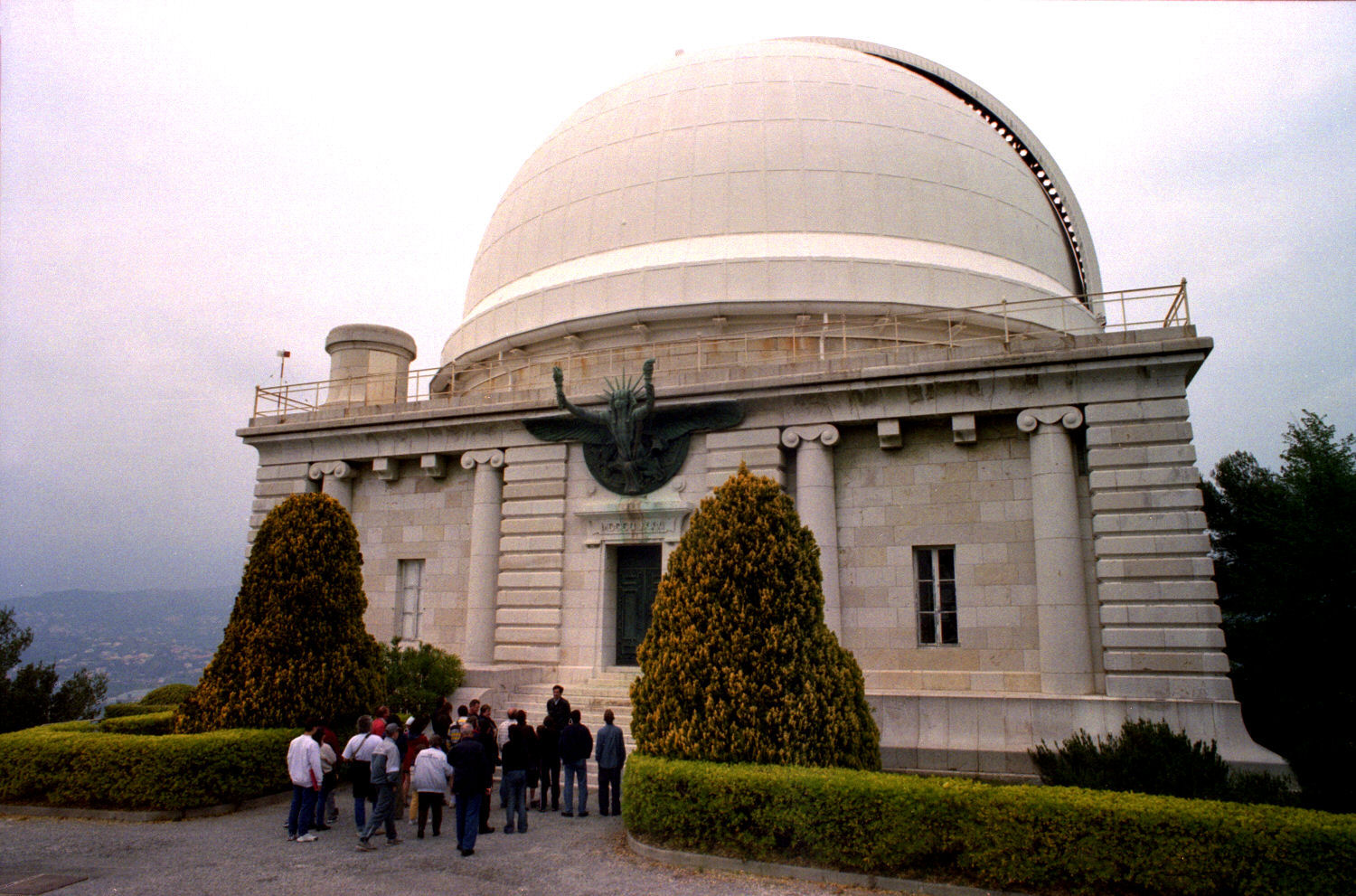
Observatorio de Niza. - Cúpula Bischoffsheim
Niza, Francia

Henri Jacques Chrétien (París, Francia, 1 de febrero de 1879-Washington D. C., EE. UU., 6 de febrero de 1956) fue un astrónomo e inventor francés, conocido por idear el Cinemascope y el telescopio Ritchey-Chrétien.

## Biografía
Henri Jacques Chrétien nació en París, Francia, el 1 de febrero de, 1879. Su padre era artesano y tras terminar los estudios primarios entró como aprendiz en una imprenta en 1891. Participando en la impresión del Journal of Elementary Mathematics comenzó su curiosidad por las matemáticas. Eso le llevó a estudiar ingeniería y física llegando a obtener el doctorado, lo que le permitió entrar en la Sorbona y en el Instituto de Óptica.
Dado su interés por la astronomía entre 1900 y 1906 estuvo involucrado en el estudio de meteoros y cometas. En 1910, trabajando en el Observatorio Monte Wilson conoció a George Willis Ritchey, comenzando una amistad duradera. Juntos obtuvieron fotografías de nebulosas y otros objetos con el recién construido telescopio de 60 pulgadas. Fue entonces cuando Richey le propuso a Chrétien estudiar desde el punto de vista teórico si sería posible mejorar la calidad de las imágenes cambiando la forma convencional de los espejos del telescopio. Chrétien publicó el resultado de su estudio en 1922 en la Revue d'Optique. El sistema propuesto permitía corregir al mismo tiempo la aberración esférica y de coma y actualmente es el más usado en la mayoría de los telescopios profesionales, incluyendo el Telescopio Espacial Hubble.
En 1953, Spyrous Skouras, director de los Estudios Fox voló a casa de Chrétien en Niza para obtener un prototipo de un tipo de lente que daría lugar el sistema CinemaScope, por el cual Chrétien obtuvo un Premio Óscar en 1954.
Fue uno de los fundadores del Instituto de óptica teórica y aplicada y profesor en la SupOptique (Escuela Superior de Óptica).

### Distinciones
Honores
- Cruz de la Legión de Honor por sus trabajos en balística y aerodinámica en la Primera Guerra Mundial.
- Oficial de la Legión de Honor en 1949.

Premios
- Premio Hirn de la Academia de las Ciencias de Francia.
- En 1954 recibió un Premio Óscar por su trabajo en el CinemaScope.[3]

Epónimos
- Los premios Chrétien International Research Grants, en el campo de la Astronomía, reciben su nombre en su honor.[4]
- El cráter lunar Chrétien

## Fuente
- «Biographical note: Henri Chrétien and his magnificent contribution to the design of telescopes». Bulletin of the American Astronomical Society (en inglés) 14: 834-836. 1982.